# Gabriel Lluch i Anfruns
Gabriel Lluch i Anfruns (1857 - Sant Cugat del Vallès, 1914) fou un advocat i polític barceloní, alcalde de Barcelona (1904-1905).
Era advocat i propietari d'empreses que treballaven amb l'Ajuntament de Barcelona. També fou redactor de La Crónica de Cataluña i soci de l'Ateneu Barcelonès. Fou un dels fundadors del Círculo Catalán Liberal Monárquico seguidor de Germán Gamazo y Calvo. A les eleccions municipals de 1887 fou regidor de l'Ajuntament de Barcelona pel Partit Liberal Fusionista i formà part de la regidoria de cultura durant els diversos mandats de Francesc de Paula Rius i Taulet. Fou alcalde de Barcelona de juliol de 1904 a juliol de 1905. Com a membre de la Junta de Museus va delegar la seva representació a Josep Pella i Forgas. També va participar en el I Congrés Internacional de la Llengua Catalana i va donar la vara d'alcalde a la Mare de Déu del Pilar de Saragossa.